# Василевский сельский совет (Новотроицкий район)
Василевский сельский совет (укр. Василівська сільська рада) — входит в состав
Новотроицкого района
Херсонской области
Украины.
Административный центр сельского совета находится в 
с. Василевка
.

## Населённые пункты совета
- с. Василевка
- с. Дружелюбовка